# Vol Flightline 101
Le vol Flightline 101 était un vol international reliant Barcelone, en Espagne à Oran, en Algérie. Le 10 octobre 2001, le Fairchild Swearingen Merlin SA226-AT assurant ce vol s'est écrasé en mer Méditerranée, probablement à cause d'un impact de foudre, entraînant une panne de l'alimentation électrique de l'appareil. Les 8 passagers et les 2 pilotes ont tous péris dans l'accident.

## Avion et équipage
L'appareil impliqué était un Fairchild Swearingen SA226-AT Merlin IVA, immatriculé EC-GDV, construit en 1976. Avant l'accident, il avait accumulé 11 950 heures de vol. Il n'était pas équipé d'un enregistreur phonique, ni d'un enregistreur de paramètres.
Le commandant de bord et le copilote, âgés respectivement de 33 et 43 ans, étaient tous deux de nationalité espagnole.

## Accident
Le vol 101 a décollé de l'aéroport international de Barcelone-El Prat à 10h18, pour un vol IFR à travers la mer Méditerranée à destination d'Oran, en Algérie. L'appareil devait suivre la côte espagnole jusqu'à Valence et Alicante avant de se diriger vers le Sud. Il a volé normalement en direction de Valence.
En raison de la présence d'un orage avec de fortes précipitations sur la route prévue, l'équipage demande l'autorisation de dévier vers la gauche, pour s'éloigner de l'orage. L'autorisation a été accordée par le contrôle aérien, mais l'avion est néanmoins entré dans une zone orageuse, avec des turbulences et de fortes pluies. 
Le dernier contact radio avec le vol 101 a été établi à 10h38, avant qu'il ne disparaisse des écrans radar 4 minutes plus tard, probablement à la suite d'une panne électrique complète, provoquée par un impact de foudre. La perte du système électrique de bord a rendu de nombreux autres systèmes inutilisables, tels que le compensateur de la gouverne de profondeur, l'éclairage et les instruments de bord, l'antigivrage et les équipements de navigation. Les pilotes ont alors rapidement perdu le contrôle de leur appareil, qui a fini par percuter la surface de la mer à pleine vitesse, tuant sur le coup les 10 personnes à bord.

## Causes
Bien que les causes de l'accident n'aient pas pu être déterminées avec certitude, compte tenu des circonstances dans lesquelles il s'est produit et de 2 autres accidents similaires impliquant le même type d'appareil, les enquêteurs considèrent que la cause probable de cet accident a été une perte totale du système électrique embarqué, causée par un impact de foudre au milieu de l'orage dans lequel il volait, sans que l'équipage puisse redresser la situation. Il est possible que le coup de foudre ait causé d'autres dommages à l'avion et/ou aurait pu induire ou produire de multiples pannes dans d'autres systèmes de l'avion. L'ensemble de ces circonstances, aggravées par les conditions orageuses, avec de fortes pluies et turbulences et le manque de visibilité associé, ont conduit à l'impact de l'avion à grande vitesse avec la mer.